# Watophilus utus
Watophilus utus är en mångfotingart som beskrevs av Chamberlin 1928. Watophilus utus ingår i släktet Watophilus och familjen storjordkrypare. Inga underarter finns listade i Catalogue of Life.